# Riu Atbara
El riu Atbara (àrab: نهر عطبرة, nahr ʿAṭbara) o Takazze és un riu d'Etiòpia i el Sudan. Neix al massís etiòpic, al nord-est d'Etiòpia, amb el nom de Takazze i corre cap al nord durant uns 800 km, entrant al Sudan per Kallabat, fins a desaiguar al Nil a 320 km al nord de Khartum. Al temps sec forma una sèrie de llacs i no corre, però a les pluges porta aigua en quantitat considerable. Els seus afluents principals són el Salam i el Setit. És l'Atsaboras clàssic. La ciutat d'Atbara és propera a la seva desembocadura.
Al segle xix fou explorat pel viatger anglès Samuel White Baker.